# Zbieżność monotoniczna
Zbieżność monotoniczna – własność ciągu liczb rzeczywistych lub funkcji rzeczywistych.

## Ciągi liczbowe
Ciąg liczb rzeczywistych {\displaystyle (a_{n})_{n\in \mathbb {N} }} jest monotonicznie zbieżny do liczby {\displaystyle a,} jeśli {\displaystyle (a_{n})_{n\in \mathbb {N} }} jest ciągiem monotonicznym zbieżnym do liczby {\displaystyle a.}
Ciąg monotoniczny jest zbieżny wtedy i tylko wtedy, gdy jest ograniczony. Zatem ciągi monotonicznie zbieżne to dokładnie ograniczone ciągi monotoniczne.

## Ciągi funkcyjne
Niech {\displaystyle X} będzie dowolnym zbiorem oraz {\displaystyle f_{n},f\colon X\longrightarrow \mathbb {R} .}
Ciąg {\displaystyle (f_{n})_{n\in \mathbb {N} }} jest zbieżny monotonicznie do funkcji {\displaystyle f,} jeśli
1. {\displaystyle {}\quad (\forall n\in \mathbb {N} )(\forall x\in X){\big (}f_{n}(x)\leqslant f_{n+1}(x){\big )}} lub {\displaystyle (\forall n\in \mathbb {N} )(\forall x\in X){\big (}f_{n}(x)\geqslant f_{n+1}(x){\big )}} oraz
2. {\displaystyle {}\quad (f_{n})_{n\in \mathbb {N} }} jest zbieżny punktowo do funkcji {\displaystyle f,} tzn. dla każdego {\displaystyle x\in X} mamy, że {\displaystyle f(x)=\lim \limits _{n\to \infty }f_{n}(x).}

Warunek (1) zapewnia, że ciąg {\displaystyle (f_{n}(x))_{n\in \mathbb {N} }} jest niemalejący dla dowolnego {\displaystyle x\in X} albo też ciąg jest nierosnący dla dowolnego {\displaystyle x\in X.} Jest to więc mocniejszy warunek niż stwierdzenie, że ciąg {\displaystyle {\big (}f_{n}(x){\big )}_{n\in \mathbb {N} }} jest monotoniczny dla każdego {\displaystyle x\in X}.

### Przykładowe użycie
- Twierdzenie Diniego: jeśli {\displaystyle f_{n},f\colon [0,1]\longrightarrow \mathbb {R} } są ciągłe, ciąg {\displaystyle (f_{n})_{n\in \mathbb {N} }} jest zbieżny monotonicznie do funkcji {\displaystyle f,} to {\displaystyle (f_{n})_{n\in \mathbb {N} }} zbiega jednostajnie do {\displaystyle f.}
- Twierdzenie Lebesgue’a: jeśli {\displaystyle f_{n}\colon [0,1]\longrightarrow [0,\infty )} są całkowalne w sensie Lebesgue’a i ciąg {\displaystyle (f_{n})_{n\in \mathbb {N} }} jest zbieżny monotonicznie do funkcji {\displaystyle f,} to {\displaystyle f} jest mierzalna oraz {\displaystyle {}\int \limits _{[0,1]}f=\lim \limits _{n\to \infty }\int \limits _{[0,1]}f_{n}.}